# オンワード牧場
株式会社オンワード牧場（オンワードぼくじょう）は、北海道浦河郡浦河町に所在した競走馬の生産牧場。

## 歴史
1960年10月、樫山純三によって創設。当時の資本金は10億円、面積は約50万坪で1周1400メートルに及ぶ馬場を有した。繁殖馬の導入にあたっては樫山自身がイギリスへ赴き、ニューマーケットで行われるミックスセールに参加しのちにオンワードガイを産むレナウンなどを落札している。それ以降も牧場長の田中寛をイギリスへ出向かせ繁殖馬や競走馬を購入、1963年には初の牧場生産馬が誕生した。
1964年には、牧場の馬が増加してきたこともあり生産馬の売却も行った。初めて売ったキクノフドウは優駿牝馬で本命候補となるなど活躍した。1965年頃からはフランスやアメリカからも繁殖馬を輸入するようになった。
1968年、会社（樫山株式会社）名義で所有していた競走馬を牧場に売却。株主総会で「よくない馬を会社に持たせている」などの批判が集まったことを受けての樫山の判断であった。馬主としての勝負服の柄は黒、青袖。
2012年、後継者難のため、1月をもって閉鎖。同年8月22日には法人としても解散となった。繁殖牝馬はすべて売却され、その跡地は現在三嶋牧場の野深分場として使用されている。

## 主な生産馬
1973年までの生産馬は、樫山（1998）177-180頁の表を元に記述。
- アポオンワード（1966年毎日杯、1967年鳴尾記念、札幌記念、1968年阪急杯）
- オンワードヒル（1966年カブトヤマ記念、1967年スプリンターズステークス、中山記念、1968年金杯、東京新聞杯）
- オンワードウェル（1967年オールカマー）
- ニウオンワード（1968年アメリカジョッキークラブカップ、ステイヤーズステークス）
- オンワードピーター（1969年東京障害特別・秋）
- ハードオンワード（1969年阪神障害ステークス・秋、京都大障害・秋）
- オンワードガイ（1970年朝日杯3歳ステークス、1972年函館記念、1973年アメリカジョッキークラブカップ、目黒記念・春）
- クリオンワード（1973年きさらぎ賞、1974年阪神大賞典）
- オンワードノーブル（1994年フラワーカップ）
- オンワードセイント（2001年エンプレス杯）
- オンワードメテオ（2002年東京ハイジャンプ、新潟ジャンプステークス）

## 主な所有馬
- アポオンワード
- ハードオンワード
- オンワードガイ
- クリオンワード
- オンワードノーブル
- オンワードセイント
- オンワードメテオ

## 主な繋養種牡馬
- オンワードゼア[11]
- ハードツービート